# راث
راث (به انگلیسی: Rath) یک منطقهٔ مسکونی در هند است که در بخش حمیرپور (اوتار پرادش) واقع شده‌است. راث ۶۵٬۰۵۶ نفر جمعیت دارد.